# Gelappter Strandflieder
Der Gelappte Strandflieder (Limonium lobatum) ist eine Pflanzenart aus der Gattung der Strandflieder (Limonium).

## Merkmale
Der Gelappte Strandflieder ist eine einjährige Pflanze, die Wuchshöhen von 10 bis 30 Zentimeter erreicht. Oft ist lediglich die oberste Hälfte des Stängels zweiflügelig. An den Knoten ist je ein spitzes Anhängsel zu finden. Die Blätter sind länglich, buchtig-fiederschnittig und graugrün. Auf den Blatträndern und Nerven sind steife Haare vorhanden. Der Kelch ist weißlich oder blassblau und 11 bis 12 Millimeter groß. Bis zu Hälfte des Kelches sind 5 spitze Lappen vorhanden, die sich mit 5 Grannen abwechseln. Die Kronblätter sind blassgelb.
Die Blütezeit reicht von März bis April.
Die Chromosomenzahl beträgt 2n = 12.

## Vorkommen
Der Gelappte Strandflieder kommt im Mittelmeerraum auf Felsküsten und in Trockengebieten im Landesinneren vor.